# Jędrzejów
Jędrzejów este un oraș în Polonia.